# Aphaostracon monas
The wekiwa hydrobe hoặc wekiwa springs aphaostracon (Aphaostracon monas)là một loài động vật chân bụng trong họ Hydrobiidae. Nó là loài đặc hữu của Hoa Kỳ. Môi trường sống tự nhiên của nó là các con sông. Nó bị đe dọa do mất nơi sống.